# Ostróg bramny „Bielany”
Ostróg bramny „Bielany” – część fortyfikacji Twierdzy Kraków, powstał około 1910 roku.
Obiekt znajduje się przy ul. Księcia Józefa 65 w  Krakowie i został wpisany do rejestru zabytków nieruchomych województwa małopolskiego.
Zachował się ostróg bramny z pancernym sponsonem. Ostróg, wartownia bramy „Bielany” (Wachhaus) – blok bojowy do flankowania przyległej bramy rdzenia. Rzut prostokątny. Obiekt ceglano-kamienno-stalowo-betonowy z płaszczem ziemnym od czoła i boku nie zachowanym, jednokondygnacyjny. Po 1920 adaptowany na lokal gastronomiczny, od ok. 1970 roku był tu sklep, po 1992 ponownie powstał tu lokal gastronomiczny, a od 2001 skład budowlany.